# Česko na Letních olympijských hrách 2004

## České medaile
| Medaile | Jméno                                             | Sport             | Disciplína                   |
| ------- | ------------------------------------------------- | ----------------- | ---------------------------- |
| Zlato   | Roman Šebrle                                      | Atletika          | Muži desetiboj               |
| Stříbro | David Kopřiva Jakub Hanák Tomáš Karas David Jirka | Veslování         | Muži párová čtyřka           |
| Stříbro | Lenka Šmídová                                     | Jachting          | Ženy třída Evropa            |
| Stříbro | Lenka Hyková                                      | Sportovní střelba | Ženy sportovní pistole 25 m  |
| Bronz   | Jaroslav Bába                                     | Atletika          | Muži skok vysoký             |
| Bronz   | Jaroslav Volf Ondřej Štěpánek                     | Kanoistika        | Muži vodní slalom C2         |
| Bronz   | Kateřina Emmons                                   | Sportovní střelba | Ženy vzduchová puška na 10 m |
| Bronz   | Libor Capalini                                    | Moderní pětiboj   | Muži muži                    |
| Bronz   | Věra Cechlová-Pospíšilová                         | Atletika          | Ženy hod diskem              |

Česká republika se umístila na 42. místě v pořadí národů. Druhý nástupnický československý stát Slovenská republika obsadil 29. místo.
- Nejmladší účastník ČR: Dominika Červenková (16 roků, 101 dní)
- Nejstarší účastník ČR: Václav Bečvář (47 roků, 49 dní)

## Seznam všech zúčastněných sportovců
| Číslo | Jméno                      | Pohlaví | Věk | Sport                                    |
| ----- | -------------------------- | ------- | --- | ---------------------------------------- |
| 1     | Jan Železný                | Muž     | 38  | Atletika                                 |
| 2     | Antonín Žalský             | Muž     | 24  | Atletika                                 |
| 3     | Lucie Vrbenská             | Žena    | 27  | Atletika                                 |
| 4     | Jiří Vojtík                | Muž     | 23  | Atletika                                 |
| 5     | Svatoslav Ton              | Muž     | 25  | Atletika                                 |
| 6     | Nikola Tomečková           | Žena    | 30  | Atletika                                 |
| 7     | Štěpán Tesařík             | Muž     | 26  | Atletika                                 |
| 8     | Iva Straková               | Žena    | 24  | Atletika                                 |
| 9     | Petr Stehlík               | Muž     | 27  | Atletika                                 |
| 10    | Róbert Štefko              | Muž     | 36  | Atletika                                 |
| 11    | Barbora Špotáková          | Žena    | 23  | Atletika                                 |
| 12    | Michal Šneberger           | Muž     | 26  | Atletika                                 |
| 13    | Lucie Martincová           | Žena    | 22  | Atletika                                 |
| 14    | Denisa Ščerbová            | Žena    | 17  | Atletika                                 |
| 15    | Adam Ptáček                | Muž     | 23  | Atletika                                 |
| 16    | Věra Pospíšilová           | Žena    | 25  | Atletika                                 |
| 17    | Anna Pichrtová             | Žena    | 31  | Atletika                                 |
| 18    | Jiří Mužík                 | Muž     | 27  | Atletika                                 |
| 19    | Vladimír Maška             | Muž     | 31  | Atletika                                 |
| 20    | Jiří Malysa                | Muž     | 37  | Atletika                                 |
| 21    | Libor Malina               | Muž     | 31  | Atletika                                 |
| 22    | Vladimíra Malátová-Racková | Žena    | 37  | Atletika                                 |
| 23    | Zuzana Kováčiková          | Žena    | 31  | Atletika                                 |
| 24    | Jarmila Klimešová          | Žena    | 23  | Atletika                                 |
| 25    | Šárka Kašpárková           | Žena    | 33  | Atletika                                 |
| 26    | Tomáš Janků                | Muž     | 29  | Atletika                                 |
| 27    | Štěpán Janáček             | Muž     | 27  | Atletika                                 |
| 28    | Miloš Holuša               | Muž     | 39  | Atletika                                 |
| 29    | Michaela Hejnová           | Žena    | 24  | Atletika                                 |
| 30    | Pavla Hamáčková            | Žena    | 26  | Atletika                                 |
| 31    | Miroslav Guzdek            | Muž     | 29  | Atletika                                 |
| 32    | Tomáš Dvořák               | Muž     | 32  | Atletika                                 |
| 33    | Barbora Dibelková          | Žena    | 21  | Atletika                                 |
| 34    | Kateřina Baďurová          | Žena    | 21  | Atletika                                 |
| 35    | Jaroslav Bába              | Muž     | 19  | Atletika                                 |
| 36    | Roman Šebrle               | Muž     | 29  | Atletika                                 |
| 37    | Ivana Voračková            | Žena    | 24  | Basketbal                                |
| 38    | Eva Vítečková              | Žena    | 22  | Basketbal                                |
| 39    | Jana Veselá                | Žena    | 20  | Basketbal                                |
| 40    | Ivana Večeřová             | Žena    | 25  | Basketbal                                |
| 41    | Michaela Uhrová            | Žena    | 22  | Basketbal                                |
| 42    | Michaela Pavlíčková        | Žena    | 26  | Basketbal                                |
| 43    | Hana Machová               | Žena    | 24  | Basketbal                                |
| 44    | Petra Kulichová            | Žena    | 19  | Basketbal                                |
| 45    | Zuzana Klimešová           | Žena    | 25  | Basketbal                                |
| 46    | Michala Hartigová          | Žena    | 20  | Basketbal                                |
| 47    | Romana Hamzová             | Žena    | 33  | Basketbal                                |
| 48    | Irena Borecká              | Žena    | 23  | Basketbal                                |
| 49    | Andrea Pokorná             | Žena    | 25  | Judo                                     |
| 50    | Jaroslav Hatla             | Muž     | 31  | Jezdectví Soutěž všestranné způsobilosti |
| 51    | Jana Komrsková             | Žena    | 21  | Sportovní gymnastika                     |
| 52    | Ivan Vrba                  | Muž     | 27  | Cyklistika                               |
| 53    | Lenka Valová               | Žena    | 21  | Cyklistika                               |
| 54    | Ján Svorada                | Muž     | 35  | Cyklistika                               |
| 55    | Ondřej Sosenka             | Muž     | 28  | Cyklistika                               |
| 56    | Martina Růžičková          | Žena    | 24  | Cyklistika                               |
| 57    | Petr Lazar                 | Muž     | 28  | Cyklistika                               |
| 58    | Jaroslav Kulhavý           | Muž     | 19  | Cyklistika                               |
| 59    | Lada Kozlíková             | Žena    | 24  | Cyklistika                               |
| 60    | Radim Kořínek              | Muž     | 30  | Cyklistika                               |
| 61    | Alois Kaňkovský            | Muž     | 21  | Cyklistika                               |
| 62    | Milan Kadlec               | Muž     | 29  | Cyklistika                               |
| 63    | Michal Hrazdíra            | Muž     | 26  | Cyklistika                               |
| 64    | René Andrle                | Muž     | 30  | Cyklistika                               |
| 65    | Michala Strnadová          | Žena    | 24  | Kanoistika (rychlostní)                  |
| 66    | Ondřej Raab                | Muž     | 31  | Kanoistika (slalom)                      |
| 67    | Irena Pavelková            | Žena    | 29  | Kanoistika (slalom)                      |
| 68    | Tomáš Máder                | Muž     | 30  | Kanoistika (slalom)                      |
| 69    | Marek Jiras                | Muž     | 25  | Kanoistika (slalom)                      |
| 70    | Tomáš Indruch              | Muž     | 28  | Kanoistika (slalom)                      |
| 71    | Štěpánka Hilgertová        | Žena    | 36  | Kanoistika (slalom)                      |
| 72    | Martin Doktor              | Muž     | 30  | Kanoistika (rychlostní)                  |
| 73    | Jaroslav Volf              | Muž     | 24  | Kanoistika (slalom)                      |
| 74    | Ondřej Štěpánek            | Muž     | 24  | Kanoistika (slalom)                      |
| 75    | Dominika Červenková        | Žena    | 16  | Moderní gymnastika                       |
| 76    | Michal Michalík            | Muž     | 24  | Moderní pětiboj                          |
| 77    | Alexandra Kalinovská       | Žena    | 30  | Moderní pětiboj                          |
| 78    | Libor Capalini             | Muž     | 31  | Moderní pětiboj                          |
| 79    | Martin Trčka               | Muž     | 27  | Jachting                                 |
| 80    | Tom Malina                 | Muž     | 25  | Jachting                                 |
| 81    | Michal Maier               | Muž     | 40  | Jachting                                 |
| 82    | Lenka Šmídová              | Žena    | 29  | Jachting                                 |
| 83    | Květoslav Svoboda          | Muž     | 21  | Plavání                                  |
| 84    | Martin Škacha              | Muž     | 20  | Plavání                                  |
| 85    | Michal Rubáček             | Muž     | 17  | Plavání                                  |
| 86    | Kateřina Pivoňková         | Žena    | 25  | Plavání                                  |
| 87    | Jana Pechanová             | Žena    | 23  | Plavání                                  |
| 88    | Daniel Málek               | Muž     | 31  | Plavání                                  |
| 89    | Kristýna Kyněrová          | Žena    | 25  | Plavání                                  |
| 90    | Jana Klusáčková            | Žena    | 26  | Plavání                                  |
| 91    | Petra Klosová              | Žena    | 18  | Plavání                                  |
| 92    | Sandra Kazíková            | Žena    | 28  | Plavání                                  |
| 93    | Josef Horký                | Muž     | 32  | Plavání                                  |
| 94    | Ilona Hlaváčková           | Žena    | 27  | Plavání                                  |
| 95    | Soňa Dosoudilová-Nováková  | Žena    | 28  | Plážový volejbal                         |
| 96    | Eva Celbová                | Žena    | 29  | Plážový volejbal                         |
| 97    | Richard Výborný            | Muž     | 33  | Stolní tenis                             |
| 98    | Alena Vachovcová           | Žena    | 30  | Stolní tenis                             |
| 99    | Renáta Štrbíková           | Žena    | 25  | Stolní tenis                             |
| 100   | Petr Korbel                | Muž     | 33  | Stolní tenis                             |
| 101   | Martin Tenk                | Muž     | 32  | Sportovní střelba                        |
| 102   | Jan Sychra                 | Muž     | 35  | Sportovní střelba                        |
| 103   | Tomáš Jeřábek              | Muž     | 31  | Sportovní střelba                        |
| 104   | Miroslav Janus             | Muž     | 32  | Sportovní střelba                        |
| 105   | Tomáš Caknakis             | Muž     | 17  | Sportovní střelba                        |
| 106   | Václav Bečvář              | Muž     | 47  | Sportovní střelba                        |
| 107   | Kateřina Kurková           | Žena    | 20  | Sportovní střelba                        |
| 108   | Lenka Hyková               | Žena    | 19  | Sportovní střelba                        |
| 109   | Ivana Bursová              | Žena    | 27  | Synchronizované plavání                  |
| 110   | Soňa Bernardová            | Žena    | 28  | Synchronizované plavání                  |
| 111   | Cyril Suk                  | Muž     | 37  | Tenis                                    |
| 112   | Barbora Strýcová           | Žena    | 18  | Tenis                                    |
| 113   | Libuše Průšová             | Žena    | 25  | Tenis                                    |
| 114   | Jiří Novák                 | Muž     | 29  | Tenis                                    |
| 115   | Klára Koukalová            | Žena    | 22  | Tenis                                    |
| 116   | Martin Damm                | Muž     | 32  | Tenis                                    |
| 117   | Tomáš Berdych              | Muž     | 18  | Tenis                                    |
| 118   | Iveta Benešová             | Žena    | 21  | Tenis                                    |
| 119   | Lucie Zelenková            | Žena    | 30  | Triatlon                                 |
| 120   | Lenka Radová-Zemanová      | Žena    | 24  | Triatlon                                 |
| 121   | Filip Ospalý               | Muž     | 28  | Triatlon                                 |
| 122   | Martin Krňávek             | Muž     | 30  | Triatlon                                 |
| 123   | Renata Berková             | Žena    | 29  | Triatlon                                 |
| 124   | Petr Vitásek               | Muž     | 23  | Veslování                                |
| 125   | Michal Vabroušek           | Muž     | 29  | Veslování                                |
| 126   | Ondřej Synek               | Muž     | 21  | Veslování                                |
| 127   | Jan Schindler              | Muž     | 25  | Veslování                                |
| 128   | Karel Neffe                | Muž     | 19  | Veslování                                |
| 129   | Adam Michálek              | Muž     | 29  | Veslování                                |
| 130   | Václav Maleček             | Muž     | 30  | Veslování                                |
| 131   | Jakub Makovička            | Muž     | 23  | Veslování                                |
| 132   | Miroslava Knapková         | Žena    | 23  | Veslování                                |
| 133   | Petr Imre                  | Muž     | 29  | Veslování                                |
| 134   | Milan Doleček ml.          | Muž     | 22  | Veslování                                |
| 135   | Václav Chalupa             | Muž     | 36  | Veslování                                |
| 136   | David Kopřiva              | Muž     | 24  | Veslování                                |
| 137   | Tomáš Karas                | Muž     | 29  | Veslování                                |
| 138   | David Jirka                | Muž     | 22  | Veslování                                |
| 139   | Jakub Hanák                | Muž     | 21  | Veslování                                |
| 140   | Tomáš Matykiewicz          | Muž     | 21  | Vzpírání                                 |
| 141   | David Vála                 | Muž     | 26  | Zápas                                    |
| 142   | Petr Švehla                | Muž     | 32  | Zápas                                    |